# Strhávání časoprostoru
Strhávání časoprostoru nebo také Lensův-Thirringův jev je jev časoprostoru, předpovídaný Einsteinovou obecnou teorií relativity, který je způsoben nestatickými stacionárními rozděleními hmoty-energie. Stacionární pole je takové, které je v ustáleném stavu, ale hmoty vyvolávající toto pole mohou být nestatické, například rotující. Obecněji řečeno předmět účinků způsobených hmotově-energetickými proudy je znám jako gravitomagnetismus, analogicky s klasickým elektromagnetismem.
První jev strhávání časoprostoru byl odvozen v 1918 v rámci obecné teorie relativity rakouskými fyziky Josefem Lensem a Hansem Thirringem, a je také znám jako Lensův-Thirringův jev. Dvojice předpověděla, že rotace masivního objektu by narušila metrický tenzor prostoročasu, což vytvoří precesi oběžné dráhy blízké testovací částice. Toto se nestává v klasické mechanice, kde gravitační pole tělesa závisí jen na jeho hmotnosti, nikoliv na jeho rotaci. Lensův-Thirringův jev je velmi malý - asi jedna část v několika bilionech. K jeho odhalení je třeba zkoumat velmi hmotný objekt nebo vytvořit zařízení, který je velmi citlivé.
V roce 2015 byla formulována nová obecná relativistická rozšíření Newtonových rotačních zákonů s cílem popsat geometrii strhávání časoprostoru, které zahrnuje nově objevený antistrhávací efekt.

## Experimentální ověření
V roce 1976 Van Patten a anglický fyzik Francis Everitt navrhli realizovat specializovanou misi zaměřenou na měření precese Lensova-Thirringova jevu dvojicí protisměrných kosmických lodi, které měly být umístěny do pozemních polárních drah se zařízením bez strhávání. S obdobnou, ale levnější verzi takového nápadu přišel v roce 1986 italský fyzik Ignazio Ciufolini, který navrhl vypustit pasivní, geodetický satelit na oběžné dráze totožné identické se satelitem LAGEOS, vypuštěným v roce 1976, na rozdíl od orbitálních rovin, které měla být přemístěna o 180 stupňů: tzv. motýlková konfigurace. Měřitelné množství bylo v tomto případě součtem uzlů LAGEOS a nové kosmické lodi, později pojmenované LAGEOS III, LARES, WEBER-SAT.
Omezit rozsah na scénáře zahrnující existující orbitální orgány, první návrh na použití satelitu LAGEOS a techniky satelitního laserového měření ( SLR ) pro měření účinku Lensova-Thirringova jevu, se datuje do let 1977–1978. Testy se začaly účinně provádět pomocí satelitů LAGEOS a LAGEOS II v roce 1996 podle plánu zahrnujícího použití vhodné kombinace uzlů obou satelitů a perigea družice LAGEOS II. Poslední testy se satelity LAGEOS byly provedeny v letech 2004–2006 vyřazením perigea LAGEOS II a použitím lineární kombinace. Nedávno byl v literatuře publikován komplexní přehled pokusů o měření Lensova-Thirringova jevu u umělých satelitů. Celková přesnost dosažená v testech se satelity LAGEOS je předmětem kontroverzí.
Experiment Gravity Probe B byl družicová mise Stanfordské skupiny a NASA, která byla použita pro experimentální měření dalšího gravitomagnetického efektu, Schiffovy precese gyroskopu, na očekávanou 1% přesnost nebo lepší. Takové přesnosti však nebylo dosaženo. První předběžné výsledky zveřejněné v dubnu 2007 poukázaly na přesnost 256–128%, s nadějí, že v prosinci 2007 dosáhnou přibližně 13 % V roce 2008 Senior Review Report NASA Astrofyzics Operating Operations Mission uvedl, že je nepravděpodobné, že by tým Gravity Probe B byl schopen redukovat chyby na úroveň nezbytnou k vytvoření přesvědčivého testu v současnosti netestovaných aspektů obecné teorie relativity (včetně strhávání časoprostoru).  Dne 4. května 2011 analytická skupina založená ze Stanfordu a z NASA zveřejnily závěrečnou zprávu  a v ní data ukázala strhávání časoprostoru s chybou kolem 19% a Einsteinova předpovídaná hodnota byla ve středu intervalu spolehlivosti.  
V případě hvězd obíhajících v blízkosti rotující, superhmotné černé díry by jev strhávání časoprostoru měl způsobit precesi orbitální roviny hvězdy, kolem rotační osy černé díry. Tento efekt by měl být detekovatelný v příštích několika letech pomocí astrometrického sledování hvězd ve středu Mléčné dráhy.  Porovnáním rychlosti orbitální precese dvou hvězd na různých oběžných drahách je možné v zásadě testovat teorémy "černé díry bez vlasů" v obecné teorii relativity, kromě měření rotace černé díry. 